# Jake Heggie
Jake Heggie (n. Palm Beach, Florida, Estados Unidos; 1961) es un pianista y compositor estadounidense de música clásica.
Aunque nacido en el estado norteamericano de Florida, pasó los años de su infancia y adolescencia en Ohio y California. Su primer profesor de composición fue Ernst Bacon, con el que estudió entre 1977 y 1979. Después de una estancia de dos años en París, regresó a UCLA, donde estudió piano y composición con Roger Bourland, Paul DesMarais y David Raksin. 
Jake Heggie reside de forma habitual en San Francisco (California) desde 1993. Es autor de más de doscientas canciones, así como varios conciertos, obras orquestales y música de cámara. Alcanzó cierto reconocimiento con la composición de tres grandes ciclos de canciones para Frederica von Stade. En 1998 fue designado compositor residente de la Ópera de San Francisco, donde su obra lírica Dead Man Walking, con libreto de Terrence McNally, fue interpretada por primera vez en 2000.
Su segunda ópera, The End of the Affair, fue estrenada en 2004 en el Houston Grand Opera. Comienza un período de gran productividad operística estrenando en 2005 At the statue of Venus, To hall and back en 2006, Last acts en 2008 y Moby-Dick en 2010.
Ha compuesto además más de 200 canciones para intérpretes como Isabel Bayrakdarian, Renée Fleming, Susan Graham, Frederica von Stade, Audra McDonald, Patti LuPone, Joyce DiDonato, Jennifer Larmore y Bryn Terfel.